# Michael Moriarty
Michael Moriarty (ur. 5 kwietnia 1941 w Detroit w Michigan) – amerykański aktor i muzyk. Zdobywca nagród Emmy, Złotego Globu i Tony. Występował w roli zastępcy wykonawczego prokuratora okręgowego Benjamina „Bena” Stone’a z serialu Prawo i porządek (1990–1994).

## Filmografia
- My Old Man’s Place (1971) jako Trubee Pell
- Hickey & Boggs (1972) jako Ballard
- A Summer Without Boys (1973) jako Abe Battle
- Szklana menażeria (The Glass Menagerie, 1973) jako Jim O’Connor
- Uderzaj powoli w bęben (Bang the Drum Slowly, 1973) jako Henry 'Arthur' Wiggen
- Ostatnie zadanie (The Last Detail, 1973) jako Marine O.D.
- Shoot It Black, Shoot It Blue (1974) jako Herbert G. Rucker
- Raport dla komisarza (Report to the Commissioner, 1975) jako Bo (Beauregard) Lockley
- The Deadliest Season (1977) jako Gerry Miller
- Psi żołd (Who’ll Stop the Rain, 1978) jako John Converse
- Holocaust (1978) jako Erik Dorf
- The Winds of Kitty Hawk (1978) jako Wilbur Wright
- Too Far to Go (1979) jako Richard Maple
- Reborn (1981) jako Mark
- Więzy krwi (Blood Link, 1982) jako Craig/Keith
- Q (1982) jako Jimmy Quinn
- The Sound of Murder (1982) jako Charles Norberry
- Niesamowity jeździec (Pale Rider, 1985) jako Hull Barret
- The Stuff (1985) jako David 'Mo' Rutherford
- Odd Birds (1985) jako brat T.S. Murphy
- Troll (1986) jako Harry Potter Senior
- Powrót do miasteczka Salem (A Return to Salem's Lot, 1987) jako Joe Weber
- A jednak żyje 3: Wyspa żyjących (It's Alive III: Island of the Alive, 1987) jako Stephen Jarvis
- The Hanoi Hilton (1987) jako Williamson
- Mroczna wieża (Dark Tower, 1987) jako Dennis Randall
- Nitti, prawa ręka Ala Capone (Frank Nitti: The Enforcer, 1988) jako Hugh Kelly
- Młyny Bogów (Windmills of the Gods, 1988) jako Ellison
- The Secret of the Ice Cave (1989) jako Manny Wise
- Tailspin: Behind the Korean Airliner Tragedy (1989) jako major Hank Daniels
- Prawo i porządek (Law & Order, 1990) jako Benjamin Stone (1990–1994)
- Full Fathom Five (1990) jako McKenzie
- Born too soon (1993) jako Fox Butterfield
- Dzieci prerii (Children of the Dust, 1995) jako John Maxwell
- Broken Silence (1995) jako Mulligan
- Czynnik PSI (PSI Factor: Chronicles of the Paranormal, 1996–2000) jako Michael Kelly (1997–98)
- Psie łzy (Shiloh, 1996) jako pan Preston
- Cagney i Lacey: Prawdziwe dowody (Cagney & Lacey: True Convictions, 1996) jako Matthew Wylie
- Odnaleźć siebie (Calm at sunset, 1996) jako Russell Pfeiffer
- Szalona odwaga (Courage Under Fire, 1996) jako General Hershberg
- Zbrodnia stulecia (Crime of the Century, 1996) jako Harold Hoffman
- Managua  (1996)
- The Arrow (1997) jako prezydent Dwight D. Eisenhower
- Major Crime (1997) jako Gordon Tallas
- The Life and Times of Hank Greenberg (1998) jako on sam
- Emilka ze Srebrnego Nowiu (Emily of New Moon, 1998) jako Douglas Starr
- Trzęsienie ziemi w Nowym Jorku (Earthquake in New York, 1998) jako kapitan Paul Stenning
- Galileo: On the Shoulders of Giants (1998) jako Galileo Galilei
- Dzielny pies Shiloh 2 (Shiloh 2: Shiloh Season, 1999) jako Ray Preston
- Sztuka zabijania (The Art of Murder, 1999) jako Cole
- Miasteczko Fortune (Children of Fortune, 2000) jako szeryf Bast
- Moja szkolna gromadka (Children of My Heart, 2000) jako Rodrigue Emyard
- Kobieta potrzebna od zaraz (Woman Wanted, 2000) jako Michael Moriarty/Richard Goddard
- Tajemnicze przygody Juliusza Verne’a (The Secret Adventures of Jules Verne, 2000) jako Franz Draquot
- Kariera po trupach (Becoming Dick, 2000) jako dyrektor
- Hitler Meets Christ (2000) jako Hitler
- Bad Faith (2000) jako Mark Solomon
- W sieci pająka (Along Came a Spider, 2001) jako George Pittman
- James Dean – buntownik? (James Dean, 2001) jako Winton Dean
- Niepokorny (Out of Line, 2001) jako Larry Frank
- Wojna umysłów (Mindstorm, 2001) jako dyrektor Schmidt
- House of Luk (2001) jako pan Kidd
- Rozmowy z zaświatami (Living with the Dead, 2002) jako Adrian
- Wybrańcy obcych (Taken, 2002) jako pułkownik Thomas Campbell
- Dni ostatnie (2003) jako ochroniarz #1
- Płynąc pod prąd (Swimming Upstream, 2003) jako Morris Bird II
- Fugitives Run (2003) jako Callohan
- Księżniczka mafii (Mob Princess, 2003) jako Eddy
- 4400 (The 4400, 2004) jako Orson
- Nigdylandia (Neverwas, 2005) jako Dick
- Zagrożenie z kosmosu (Deadly Skies) (2005) jako Dutton

## Nagrody
- Złoty Glob Najlepszy aktor w serialu dramatycznym: 1979: Holocaust
- Nagroda Emmy
  - Najlepszy aktor w miniserialu: 1979: Holocaust
  - Najlepszy aktor drugoplanowy w filmie telewizyjnym: 2002: James Dean – buntownik?